# Arcología

New Orleans Arcology Habitat.

La arcología es un tipo de arquitectura basado en estructuras de grandes dimensiones que permitan un diseño urbano de alta densidad, compacto, integrado, de bajo impacto ecológico y alta eficiencia en el uso de recursos, en oposición a la expansión ilimitada de las ciudades actuales sobre el territorio.
El término proviene de la fusión de "arquitectura" y "ecología". Fue introducido por Paolo Soleri.

## Proyectos reales similares
Arcosanti es un pueblo experimental en construcción en el centro de Arizona. Diseñado por Paolo Soleri, su propósito primario es demostrar los principios de la arcología.
Muchas ciudades en el mundo han propuesto proyectos que se adhieren a los principios de diseño del concepto de arcología, como Tokio y Dongtan, cerca de Shanghái. La primera fase de Dongtan tiene prevista su inauguración en 2010.
Ciertas ciudades y proyectos urbanos exhiben algunas características que reflejan los principios de diseño de la arcología. Los sistemas de conexión pedestre, como el sistema +15 en los suburbios de Calgary, o el Sistema Skyway de Mineápolis son ejemplos. Son aparatos autocontenidos, con supermercados interconectados, complejos de tiendas y entretenimiento. El +15 es el sistema skywalk pedestre más grande con una longitud total de 16 km, y Mineápolis posee el sistema continuo más largo, con 13 km de longitud. Seward's Success en Alaska fue planificado pero no se llegó a construir. Hubiera sido una pequeña ciudad en las afueras de Anchorage. Co-op City en el Bronx de Nueva York es otro ejemplo, con muchos servicios provistos en el lugar.
El Las Vegas Strip exhibe características de diseño inspirado en la arcología. La mayoría de resorts de casino principales están conectados por túneles, puentes peatonales y monorailes. Es posible desplazarse del Mandalay Bay en el sur al Strip del Centro de Convenciones de Las Vegas, 5 km al norte, sin usar calles. En muchos casos, es posible desplazarse entre bastantes casinos distintos sin tener que salir a la calle.
La Base McMurdo del Programa Antártico de los Estados Unidos y otras estaciones científicas de investigación en el continente de la Antártida pueden ser más aproximadas a la concepción de una arcología como una comunidad humana avanzada tecnológicamente y autosuficiente. Aunque no sea enteramente autosuficiente (el esfuerzo de reabastecimiento "operación Deep Freeze" del ejército de EE. UU., consume 30'3 millones de litros de combustible y 5000 toneladas de suministros y equipamiento anualmente), la base tiene un carácter muy insular como protección necesaria ante un entorno extremadamente duro, estando aislada geográficamente de las redes de soporte convencional, y deben evitar el daño al ecosistema antártico de su entorno debido al Protocolo de Protección Ambiental del Tratado Antártico. La base genera electricidad con su propio generador, y cultiva frutas y vegetales en un invernadero hidropónico, principalmente para uso limitado en invierno, cuando el reabastecimiento es inexistente. La base también está provista de un rango completo de elementos de vida y esparcimiento para los aproximadamente 3000 personas científicas y de soporte que la visitan cada año.
Crystal Island es un proyecto de arcología propuesto en Moscú, Rusia, aunque en 2009 la construcción ha sido pospuesta indefinidamente debido a la crisis económica global.
En 2008, la firma de diseños Timelinks propuso una superestructura de carbono neutral de 2'3 km² con capacidad para 1 millón de habitantes en Dubái con muchos conceptos de arcología (ver Inhabitat » ZIGGURAT: Dubai Carbon Neutral Pyramid will House 1 Million (en) por Evelyn Lee).

## Proyectos visionarios
A lo largo del tiempo, varios arquitectos y empresas de ingeniería han diseñado proyectos visionarios (o hipotéticos) que no están hechos para su construcción definitiva. Entre esta categoría están las construcciones más altas jamás antes diseñadas, como por ejemplo Ultima Tower, o X-Seed 4000.

## Arcología en relatos de ficción
Sin embargo, es en el terreno de la ciencia ficción, donde el término ha tenido mayor desarrollo. El concepto se intuye ya en Metrópolis de Fritz Lang, la novela El Mundo Interior de Robert Silverberg (1971), la novela de J.G. Ballard "Rascacielos" (1975). Aparece en "Hacia el país del Ángel eléctrico" de William Rotsler, en el libro "En el óceano de la noche" de Gregory Bendford (1976) o Juramento de Fidelidad de Jerry Pournelle y Larry Niven (1981). Aparece también descrito en Los proyectos de Conde Cero, en la película La fuga de Logan, Appleseed de Masamune Shirow, el edificio de la Tyrell en Blade Runner, en la primera película Star Trek de J. J. Abrams y en la última película de Juez Dredd. En estas obras de ficción se destaca su imponente apariencia física como alarde corporativo, y su población hacinada, que rara vez llega al nivel del suelo, sobre su capacidad para mantener su propia ecología.

## Arcología en los videojuegos
En el ámbito de los videojuegos se encuentran ejemplos en SimCity y la ciudad de Rapture, representada en el videojuego de 2007 BioShock. Rapture es una ciudad sumergida en la que el capitalismo salvaje y la experimentación genética han vuelto locos a sus habitantes, sumido a la ciudad en el caos y haber dejado pocos supervivientes. Un buen ejemplo de arcología extendida y detallada que ayuda mejor a entender el concepto y a plantear ciertos dilemas morales a considerar.
También en "Destiny 2" se puede encontrar la Arcología de Nuevo Pacífico, situada en Titán, el satélite más grande de Saturno.